# 칼초 파도바
칼초 파도바(Calcio Padova)는 이탈리아의 축구 클럽으로 베네토주의 파도바를 연고지로 한다. 1910년에 창단되었다.

## 선수 명단

### 현역
참고: FIFA 자격 규정에 따라 소속된 국가대표팀 국기를 표시합니다. 선수는 복수의 FIFA 비회원국 국적을 가지고 있을 수 있습니다.
| 번호 | 포지션 | 국적     | 이름        |
| ---- | ------ | -------- | ----------- |
| 7    | MF     | 에콰도르 | 케빈 바라스 |
| 26   | DF     | 뉴질랜드 | 니코 키르완 |

| 번호 | 포지션 | 국적 | 이름 |
| ---- | ------ | ---- | ---- |

## 역대 감독
| 감독                | 임기        |
| ------------------- | ----------- |
| 마리오 발리엔       | 1946        |
| 네레오 로코         | 1954 ~ 1961 |
| 안드레아 만도를리니 | 2006 ~ 2007 |